# Beverley Minster

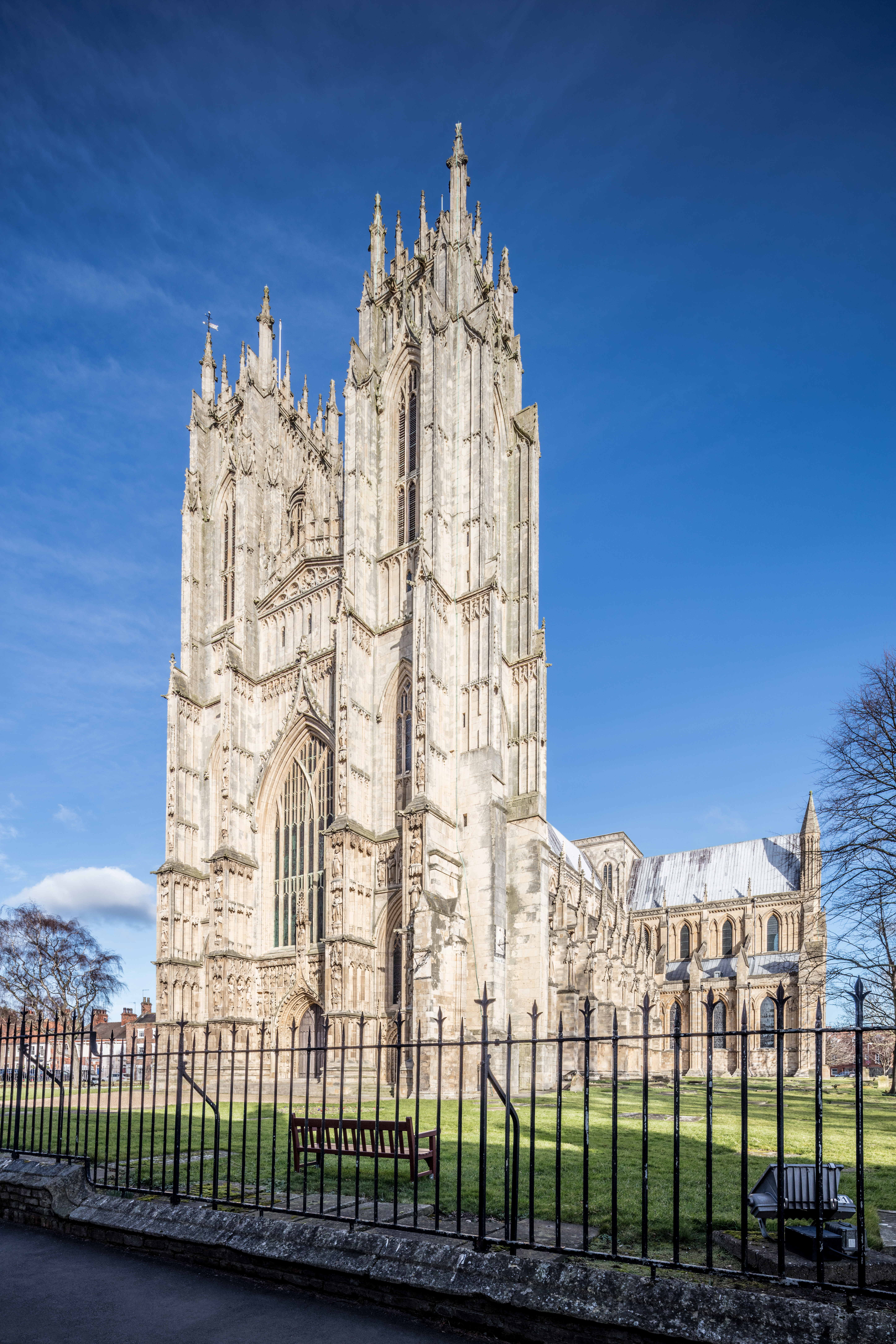
Beverley Minster

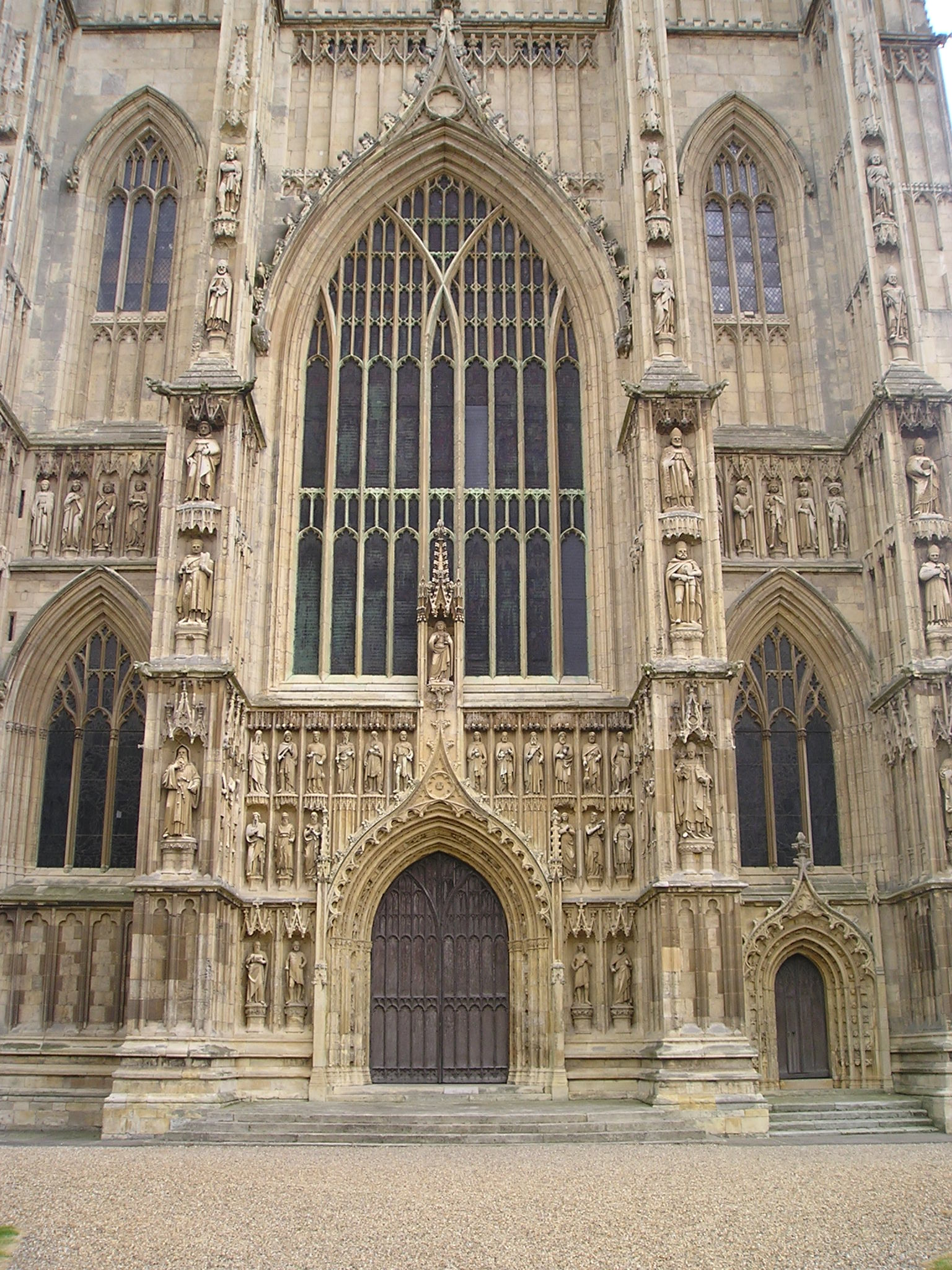
Beverley Minster, Westfassade

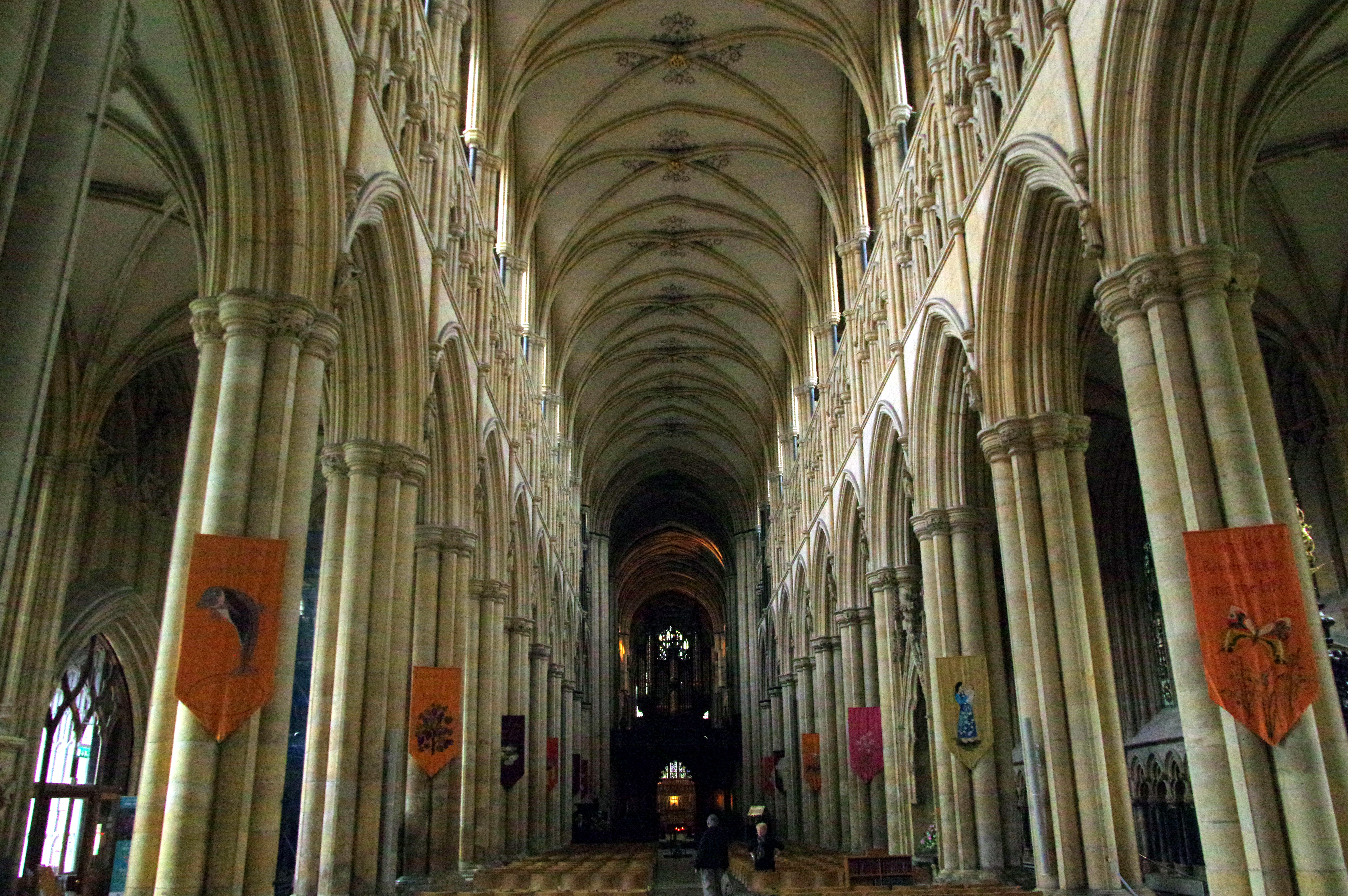
Beverley Minster, Langhaus

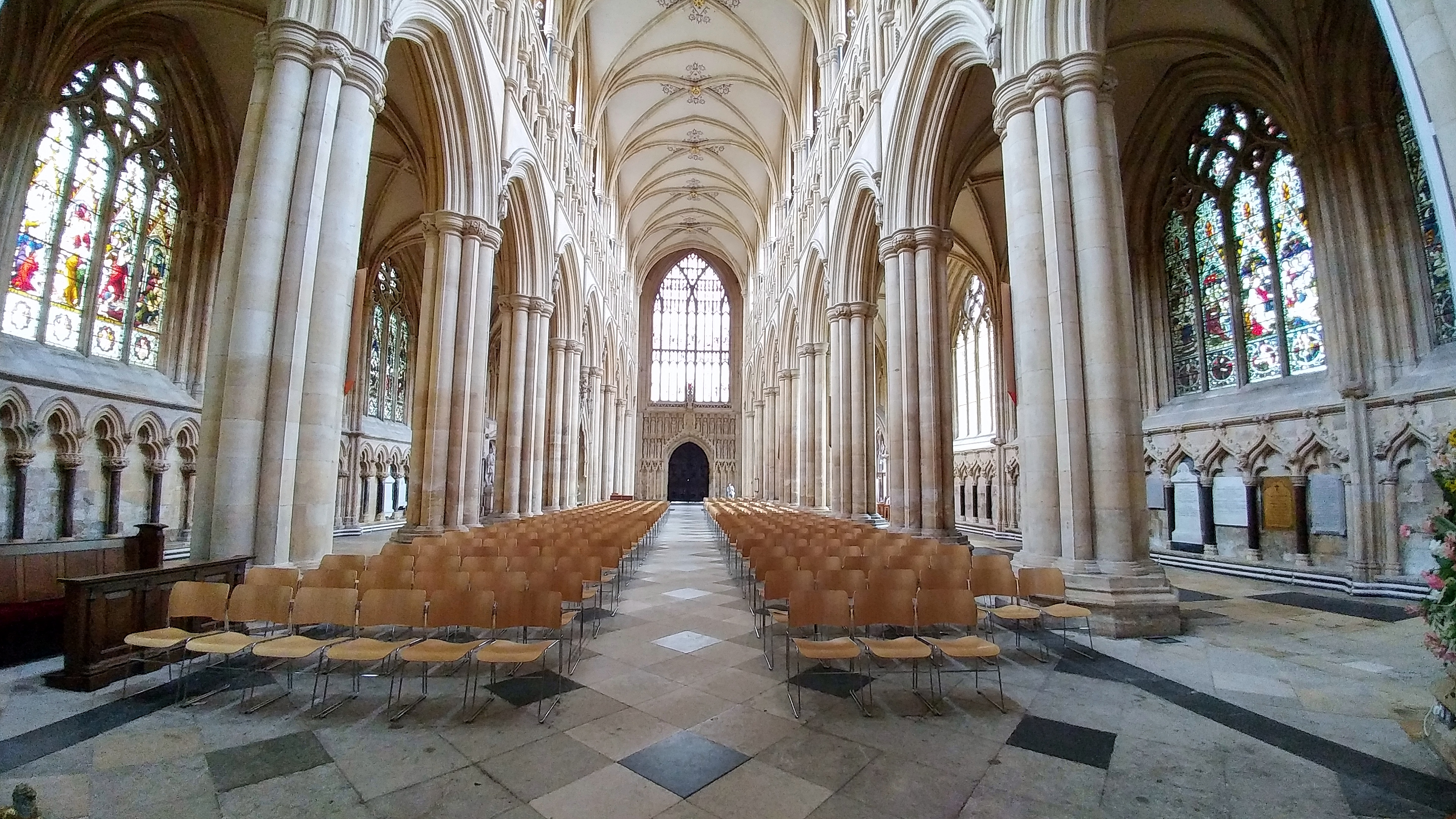
Beverley Minster, Langhaus

Das in gotischen Stilformen erbaute Beverley Minster in der Stadt Beverley in der Grafschaft (county) East Riding of Yorkshire ist eine ehemalige Klosterkirche und dient nach der Auflösung der englischen Klöster seit dem Jahr 1550 als Gotteshaus der anglikanischen Pfarrei St. John and St. Martin; die Kirche ist als Grade-I-Bauwerk eingestuft und gehört zum Major Churches Network.

## Lage
Die etwa 30.000 Einwohner zählende Stadt Beverley und ihr Minster liegen nahe der Humber-Mündung etwa 48 km (Fahrtstrecke) südöstlich von York und nur ca. 15 km nördlich von Kingston upon Hull in einer Höhe von ca. 10 m.

## Geschichte
John of Beverley, Bischof von York, gründete an der Stelle des heutigen Münsters ein Kloster. Als er im Jahr 721 in Beverley starb, wurde er in einer Kapelle der damaligen angelsächsischen Kirche bestattet. Seine volkstümliche Verehrung und die ihm zugeschriebenen Wunderheilungen führten im Jahr 1037 zur Heiligsprechung. Der angelsächsischen Kirche folgte eine normannische. Als die Pilgerströme eine größere Kirche erforderten, begann man im 13. Jahrhundert um das Grab von St. John eine neue, die heutige Kirche zu bauen.

## Architektur
Es lassen sich drei gotische Bauphasen feststellen:
- 1220 bis 1260 errichtete man in der Frühgotik (Early English Style) den östlichen Teil der Kirche, das heißt den Chor und das Querschiff sowie nördlich des Chores und östlich des nördlichen Querhauses das in der Reformation unter Edward VI. 1550 abgerissenes Kapitelhaus in Oktogonal-Bauweise (in der Kirche ist noch die Steintreppe zum ehemaligen Kapitelsaal vorhanden).
- 1309 bis 1349 wurde in der Hochgotik (Decorated Style) das dreischiffige Langhaus angebaut, das
- 1380 bis 1425 im spätgotischen Perpendicular Style verlängert und mit einer Westfassade abgeschlossen wurde.

Der Haupteingang der über 100 m langen Kirche, die „Highgate-Pforte“, befindet sich ungefähr in der Mitte der Nordseite des Langhauses.

## Ausstattung
- Das Tor des westlichen Eingangs stammt aus dem 18. Jahrhundert und zeigt im Innern in Holz geschnitzt die vier Evangelisten. Den Entwurf hierzu lieferte Nicholas Hawksmoor.
- Im westlichen Bereich der Südseite des Langhauses steht ein Taufbecken, das um 1170 aus Frosterley-Marmor geschaffen wurde und aus der romanischen Vorgängerkirche stammt. Der hölzerne Baldachin (canopy) über dem Becken wurde im 18. Jahrhundert geschnitzt.
- Zwei aus Blei gegossene Statuen, die ursprünglich am Eingang zum Chor standen, sind heute als hölzerne Nachbildungen im südlichen Seitenschiff gegenüber der Highgate-Pforte platziert. Sie stellen den Kirchenpatron St. John und den Sachsenkönig Athelstan dar, der nach einem Sieg über die Dänen 937 die Kirche St. John aus Dankbarkeit mit Privilegien reich beschenkt haben soll.
- Das Grab von St. John, abgedeckt durch eine mit goldener Inschrift versehenen Steinplatte, befindet sich in der Mitte des Mittelschiffes an dessen östlichem Ende. Links davon steht eine Kanzel aus dem 18. Jahrhundert; eine Lesepult steht gegenüber beim südlichen Seitenschiff.
- Die Kirche beherbergt insgesamt 70 mittelalterliche, teilweise in der Reformationszeit beschädigte und später restaurierte Musikantendarstellungen aus Stein und Holz mit 20 unterschiedlichen Instrumenten.
- Der Haupt- oder Kommunionaltar in der Vierung stammt von 1970.
- Die drei Kapellen des südlichen Querschiffs sind Regimentskapellen des Ost-Yorkshire-Regiments, die an die Toten der beiden Weltkriege erinnern.
- Im nördlichen Querschiff ist der Andenken- und Buchladen des Minsters untergebracht.
- Das Chorgestühl besteht aus 68 Chorstühlen aus dem frühen 16. Jahrhundert; sie sind mit Schnitzereien versehen. Jeder Sitz hat eine eigene geschnitzte Miserikordie. Die Baldachine wurden im 18., die Statuen im frühen 20. Jahrhundert angebracht. Links vom Altar steht der angelsächsische „Frith Stool“ (8. Jahrhundert; Bischofsstuhl?).
- Dem Chorgestühl wurde im Westen 1769 eine Orgel von John Snetzler vorgesetzt; den Orgelprospekt schnitzte 1880 James Elwell aus Eichenholz nach Entwürfen von Gilbert Scott.
- Im nördlichen Bereich des Chores findet man in der 1490 errichteten Percy-Chapel mit dem steinernen, figurengeschmückten Percy-Grab-Baldachin, errichtet 1340 bis 1349, ein Meisterwerk der Hochgotik. Wahrscheinlich wurde hier eine Dame aus dem Adelsgeschlecht der Percy bestattet.
- Im hinteren Chor konnte man im Mittelalter die Reliquien des St. John verehren. Hier wurden 2004 neue Fenster eingebaut und neuere Kunstwerke aufgestellt. Nur noch das Ostfenster birgt Reste mittelalterlicher Glasmalerei.